# 吉村華洲
吉村　華洲（よしむら　かしゅう）は、いけばなの流派龍生派の四代目家元（2015年〜）。

建築家から転身した出自を感じさせる空間把握と、流派の方法論「植物の貌」に基づく植物の微細な表情を捉えての表現で、小品から大作まで幅広い創作を展開している。ジャズバンド渋さ知らズや舞踏集団大豆鼓ファーム、演劇団体風煉ダンスなどとのコラボレーションでの舞台美術を手がけるなどの活動もある。

日本いけばな芸術協会常任理事。

## 経歴
1996年　龍生派創流110周年を迎えた折に、次代を担う役割として副家元職に就任

2004年　「縄文コンテンポラリーアート展」（船橋市飛ノ台史跡公園博物館）出品

2003年　個展『リンゴの唄』（仙台メディアテーク）

2006年　『小白倉いけばな美術館』（大地の芸術祭 越後妻有アートトリエンナーレ）出品

2009年　個展『継がれ継ぐ』（富山・アートスペース　ヴェガ）

2015年　龍生派三代目家元吉村華泉の逝去をうけ、四代目家元に就任